# Лізина гора
Лізина гора — ландшафтний заказник місцевого значення в Україні. Розташований між селами Березівка та Горби Гребінківського району Полтавської області.
Площа — 24,1 га. Створений згідно з рішенням Полтавської обласної ради від 07.12.2011. Перебуває у користуванні Рудківської сільської ради.
Охороняються природні комплекси на терасах р. Оржиця, що мають своєрідний рельєф та зайняті лучностеповими угрупованнями. Об'єкт має найвищі показники за різноманітністю і типовістю орнітофауни в басейні р. Оржиця в межах Гребінківського району.

## Фото

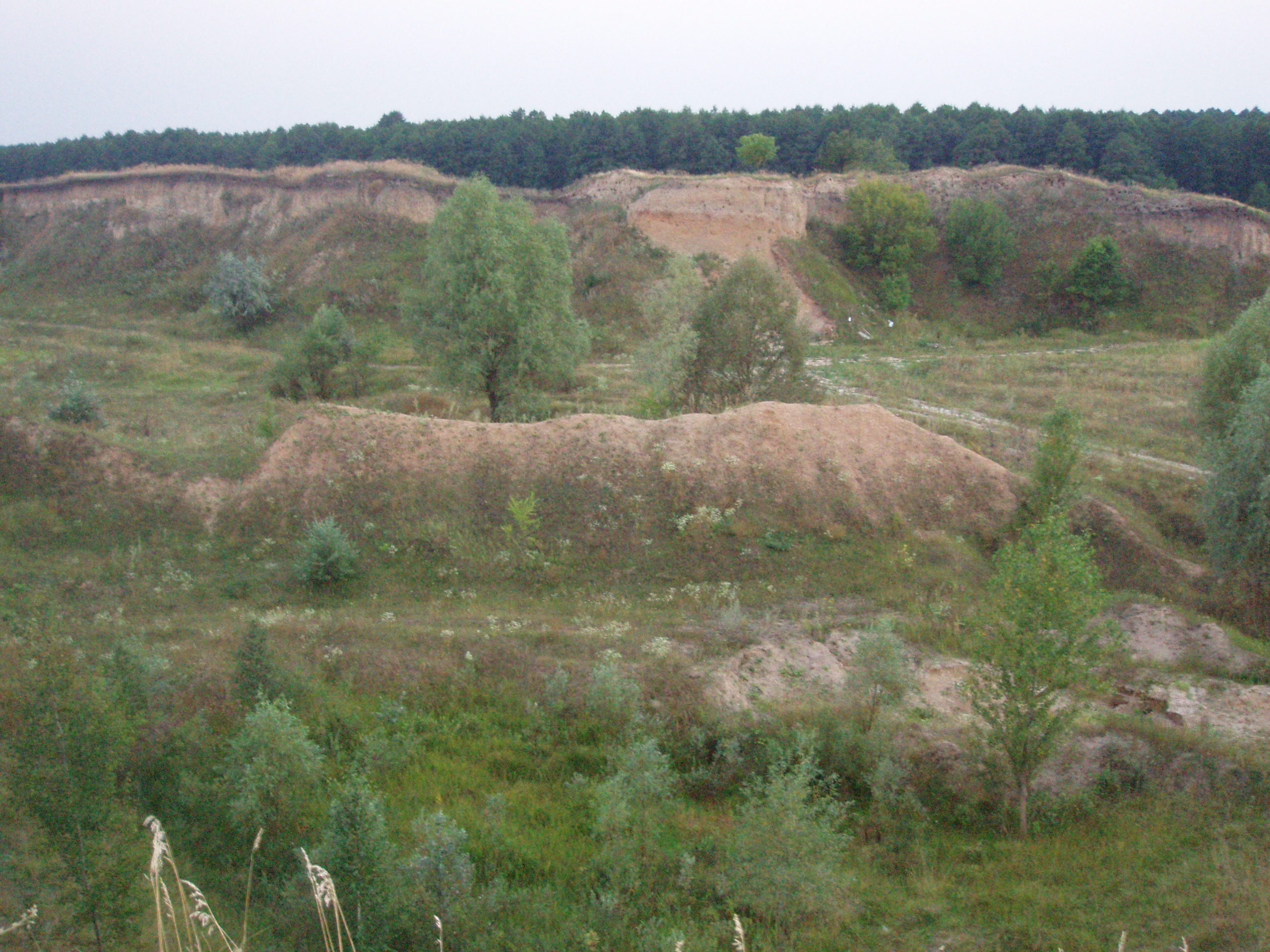
Лізина гора